# Fernmeldeturm Allmutsberg

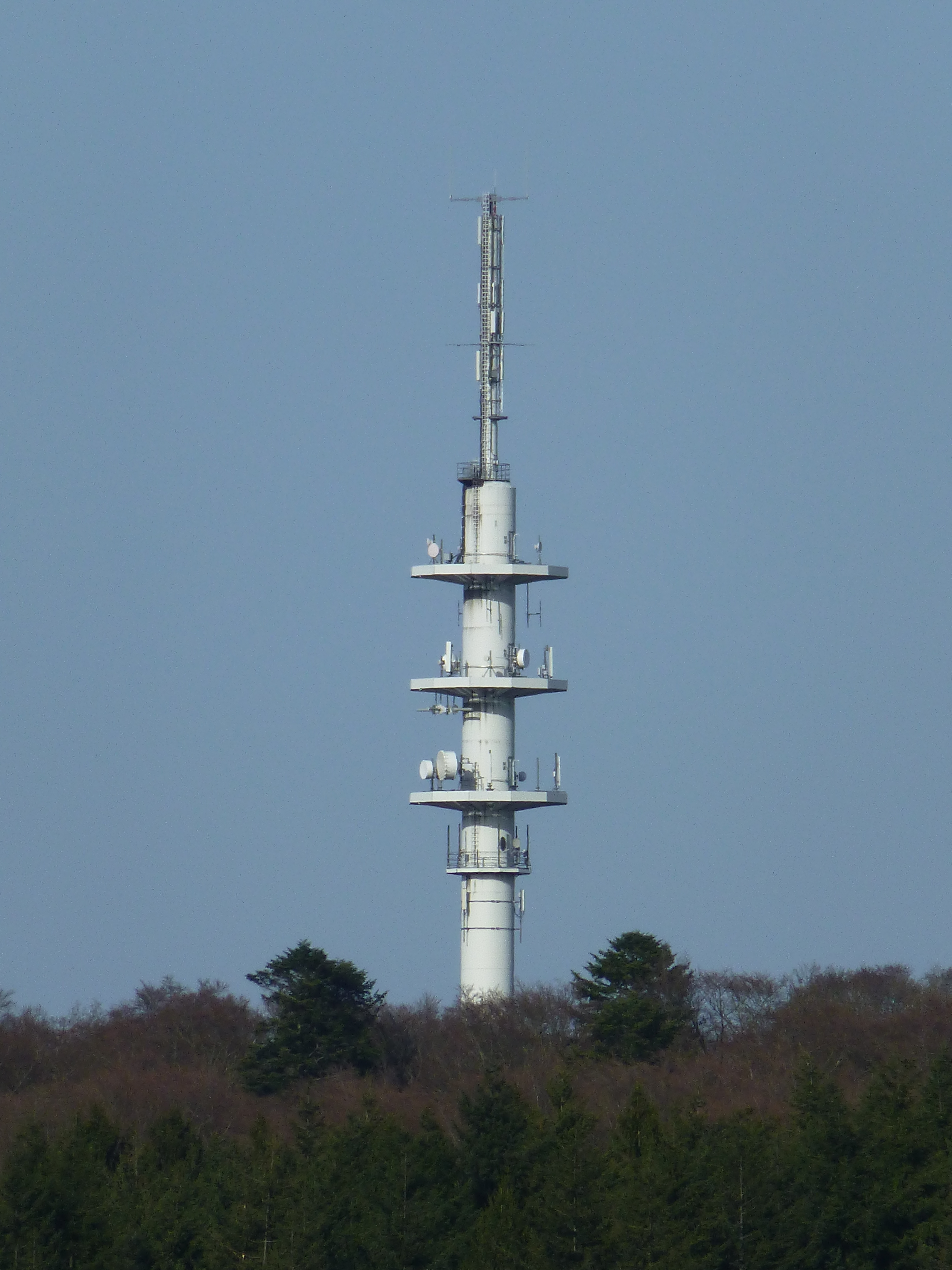
Blick vom Aussichtspunkt im Wildpark Knüll

Der Fernmeldeturm Allmutsberg ist ein Fernmeldeturm (FMT) auf dem  Allmutsberg in Homberg (Efze) im nordhessischen Schwalm-Eder-Kreis.
Er ist ein Typenturm der Bauart FMT 9/84 und 76 m hoch.

## Frequenzen und Programme

### Analoges Radio (UKW)
| Frequenz | Programm            | Antennen Höhe | ERP    |
| -------- | ------------------- | ------------- | ------ |
| 99,3 MHz | Radio BOB! (Hessen) | 67 m          | 0,1 kW |

### Mobilfunk
| Anbieter | Technologie |
| -------- | ----------- |
| Telekom  | 2G, 4G, 5G  |
| Vodafone | 2G, 4G      |
| O2       | 2G, 4G      |